# Supraphon

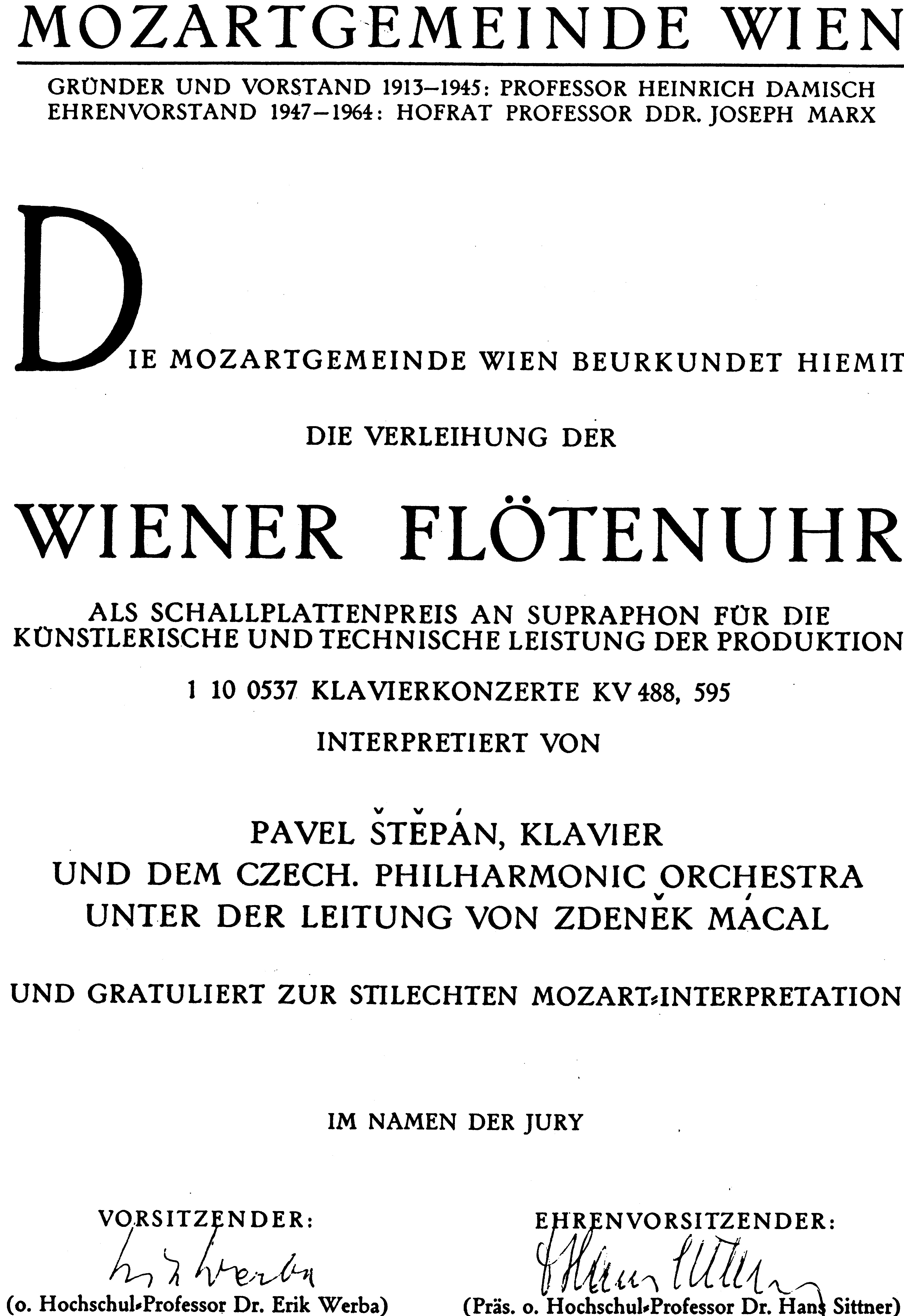
Wiener Flötenuhr 1971

Supraphon (в радянських джерелах вживалася транслітерація — «Супрафон») — Чеський лейбл звукозапису, що спеціалізується на академічній музиці, особливо чеських та словацьких композиторів.

## Історія
Назва Supraphon, (початково так називався електричний програвач, технічне диво свого часу), була зареєстрована як товарний знак в 1932 році. У повоєнні роки «Супрафон» був лейблом вітчизняних альбомів, вироблених на експорт, відігравав значну роль в розповсюдженні чеської класичної музики в кінці 1940-х.
В тогочасній Чехословаччині Супрафон був одним із трьох найбільших лейблів (поряд із «Panton» і «Opus»).

## Каталог
Напрямком творчої діяльності лейблу було планування великого каталогу творів Берждиха Сметани, Антоніна Дворжака, Леоша Яначека, Богуслава Мартіну і Яна Дісмаса Зеленки, та інших представників чеської та світової культури. Значні вітчизняні та зарубіжні солісти, камерні ансамблі, оркестри і диригенти брали участь у створенні цих записів.
Архіви «Супрафон» містять аудіозаписи оркестру Чеської філармонії під орудою таких диригентів як Вацлав Таліх, Карел Анчерл, Карел Шейн, Вацлав Невманн та інші, а також артистів із закордону, зокрема Святослава Ріхтера, Еміля Гілельса, Мстислава Ростроповича, Іди Гендель, Генрика Шеринга та Андре Гертлера. Багато записів були перевидані у виданнях «Archive», «Ančerl Gold Edition», «Talich Special Edition». 
З 1959 року неодноразово була удостоєна міжнародних премій за найкращі записи. За заслуги в розвитку музичної культури ЧССР і пропаганду чехословацької музики за кордоном фірма «Супрафон» нагороджена Орденом Праці (1967).
В 1970-х роках «Супрафон» зробив кілька квадрофонічних  записів використовуючи систему SQ. Зокрема: комплект з двох платівок Берджиха Сметани: Má Vlast. Czech Philharmonic Orchestra, Conductor: Václav Neumann.
Supraphon Stereo/Quad 1410 2021/2 P 1976.
В 1988 році лейбл «Супрафон» співпрацював з американським лейблом Lamon Records при створенні альбому «Friends» гурту «The Moody Brothers», що були номіновані на преміб Греммі.
Станом на 2013 рік «Супрафон» є офійійним дистриб'ютором «Warner Music Group» в Чехії. Чеська філія «Warner Music» відродилась після того, як компанія придбала «EMI Czech Republic».